# Champlan
Champlan település Franciaországban, Essonne megyében. Lakosainak száma 2606 fő (2022. január 1.). Champlan Massy, Chilly-Mazarin, Longjumeau, Palaiseau, Saulx-les-Chartreux és Villebon-sur-Yvette községekkel határos.

## Népesség
A település népességének változása:
| Lakosok száma | 2668 | 2832 | 2844 | 2761 | 2758 | 2778 | 2771 | 2597 | 2606 |
|               | 2013 | 2015 | 2016 | 2017 | 2018 | 2019 | 2020 | 2021 | 2022 |